# Louise Hagberg
Louise Euphrosyne Hagberg, född 1 juli 1868, död 13 juni 1944, var en svensk folkminnesforskare. Hon var dotter till Theodor Hagberg och syster till Karl August Hagberg och Augusta Hagberg.
Hagberg var amanuens vid Nordiska museet 1909–1931 och ägnade sig i stor utsträckning åt att samla folkminnen i olika svenska bygder och behandlade även vetenskapligt ämnen som folklig tro och sed. Hennes monumentala verk När döden gästar från 1937, är fortfarande standardverket när det gäller äldre tiders föreställningar och seder i samband med död och begravning i Sverige.

## Biografi
Louise Hagberg föddes 1868 i Uppsala som barn till grevinnan Louise Jakobina von Schwerin och Jakob Theodor Hagberg, professor i nyeuropeisk lingvistik och modern litteratur. Flera av hennes syskon följde sin fars bana. Både Augusta Hagberg och Karl August Hagberg blev skribenter och översättare. År 1891 knöts Louise Hagberg och hennes syster Lotten till Nordiska museet. Louise Hagberg kom att tjänstgöra vid museet i hela 40 år. I likhet med Nils Edvard Hammarstedt, hennes kollega och vetenskapliga förebild, intresserade hon sig först och främst för folkminnen, ”allmogens andliga kultur” enligt dåtidens definition.
Som upptecknare reste Louise Hagberg på 1910- och 1920-talen runt på den svenska landsbygden och intervjuade äldre kvinnor och män. Under sin tid vid museet hann hon med inte mindre än 38 fältarbeten i 17 landskap. Även som forskare var hon produktiv. Sammanlagt publicerade hon ett femtiotal uppsatser i svenska och utländska tidskrifter. Härutöver skrev hon också artiklar i pressen, till exempel i Aftonbladet, Husmodern och Idun. De vetenskapliga artiklarna rör framför allt folktroföreställningar och ritualer knutna till årets och livets högtider. Inom det förstnämnda området kan artiklar som ”Några anteckningar om ’smöjning’”, 1921, ”Vasst emot”, 1928, och ”Läkedomskonst”, 1937, nämnas. Artiklar som ”Matsmässa i Gagnef”, 1913, ”Käpp och krycka och kryckeståt”, 1915, ”Brudstrumpeband”, 1921, och ”Den nyfödde världsmedborgaren”, 1934, utgör delar av hennes vetenskapliga produktion rörande årets och livets högtider. Flera av artiklarna publicerades i Fataburen, Nordiska museets egen tidskrift.
År 1920 utkom Påskhögtiden, Louise Hagbergs första bok. Hon ger däri en översiktlig bild av hur påsken har firats i Sverige. Bland annat beskrivs ägglekar och utklädningsupptåg, liksom mattraditioner och kyrkliga seder. Härutöver redogör hon initierat för föreställningar om trolldom, häxor och blåkullafärder. Det som idag framför allt utmärker boken är dock dess utseende. Boken är tryck av Handpresstryckeriet i Råsunda; den är liten (15x12 cm, 134 s.) men mycket påkostad med ett stort antal illustrationer, varav några i färg, bland annat av konstnären Arthur Sahlén. Boken finns i flera olika varianter, bland annat finns en limiterad utgåva med handgjort papper bundet i ett vitt pergamentband. Louise Hagberg tycks ha haft ett bibliografiskt intresse.
Louise Hagbergs andra bok färdigställde hon som pensionär. Utifrån såväl muntliga som skriftliga källor beskriver hon i När döden gästar, 1937, föreställningar och seder knutna till död och begravning. Utförligt redogör hon för framför allt allmogesamhällets begravningar, från dödens inträde till gravölet. Även föreställningar om de döda som gengångare behandlas ingående i kapitel som ”Gengångare, spöken och gastar”, ”Gravar som öppnar sig” och ”Hur man sökt skydda sig mot genfärd”. Med boken, som mottogs positivt, befäste Louise Hagberg sin position som en av mellankrigstidens främsta folklorister. Boken utkom i nytryck 2015.
Som forskare och insamlare strävade Louise Hagberg efter att utforska och i arkiv bevara föreställningar och seder från det förflutna. Samtidigt strävade hon efter att förbättra sin samtid, vilket inte minst framgår genom att hon var ledamot av såväl Fredrika Bremer-Förbundet som styrelsesuppleant i Stockholmsavdelningen av Landsföreningen för kvinnans politiska rösträtt (FKPR).
Louise Hagberg dog 1944 och är begravd i Hagbergs familjegrav på Norra begravningsplatsen i Solna.

## Priser och utmärkelser
Louise Hagberg mottog flera utmärkelser för sin forskargärning. Bland annat tilldelades hon medaljen Litteris et Artibus år 1930, invaldes som korresponderande ledamot i Kungl. Gustav Adolfs Akademien för svensk folkkultur 1939 och blev hedersdoktor vid Uppsala universitet 1942.